# Apolinaris Khytribius
Apolinaris Kytribius OFM (?-1711), též Appolinarius česky Apolinář Kytribius, byl františkán, kazatel a teolog. Pocházel z Moravy, narodit se mohl někdy mezi lety 1650 a 1670. Do františkánského řádu vstoupil někdy před rokem 1690, v roce 1696 již po ukončení vlastních studií a svátosti kněžství vyučoval další kleriky teologii jako lektor na klášterních školách. V roce 1701 a 1702 byl (generálním) lektorem bohosloví na generálních řádových studiích v klášteře u P. Marie Sněžné v Praze a téhož roku byl jmenován františkánským provinčním definitorem. Záhy však pedagogické činnosti ponechal a jako vysloužilý učitel (lector emeritus) působil v letech 1703 až 1705 jako řádný (nedělní) kazatel v jindřichohradeckém konventu a následně jako kvardián olomouckého františkánského kláštera v letech 1705–1707. Z představeného kláštera byl volbou povýšen v roce 1707 na představeného české františkánské provincie - provinciála. Tuto funkci zastával jedno tříletí období, do roku 1710 a následně s čestným titulem „otec provincie“ působil jako provinční kustod. Apolinaris Khytribius zemřel 28. října 1711 v Dačicích.
Lektorská činnost Khytribiovi nebránila v dalších kazatelských aktivitách, přinejmenším při významnějších příležitostech. Tiskem byla vydána jeho promluva o irském patronu sv. Patrikovi pronesená 17. května 1701 v pražském kostele P. Marie u Hybernů: FortIs DaVID Vir IVXta Cor DeI s. PatrItIVs, HIbernIae ApostolVs PIVs antIstes... [= chronogram 1701]. Další dodnes známá promluva bratra Khytribia oslavovala Tomáše Akvinského a pronesl ji 7. března 1702 v kostele sv. Jiljí při dominikánském klášteře v Praze. Kázání s titulem Thesaurvs Desiderabilis Sine Defectione Sanctitatis Quem aperuit Dominus D. Thomas Aquinas, Quintus Ecclesiae Doctor. Oratione Panegyrica vytiskl v Praze Jiří Samuel Beringer snad ještě v témže roce. Františkánovo vydané kázání o zakladateli dominikánů naznačuje spolupráci mezi oběma řády v barokní době, zažehnávající dřívější sváry v období středověku.